# Thank You Girl
"Thank You Girl" é uma canção composta por John Lennon e Paul McCartney, creditada a Lennon/McCartney. Foi gravada pela banda britânica The Beatles e lançada como single em 1963. Foi lançada também na versão brasileira de Help!.